# Ricardo de Bures
Ricardo de Bures foi o décimo sétimo Grão-Mestre da Ordem dos Templários, de 1245 até 1247, de acordo com várias fontes que o mencionam.